# Templeton (Devon)
Templeton – wieś i civil parish w Anglii, w Devon, w dystrykcie Mid Devon. W 2011 civil parish liczyła 124 mieszkańców.